# Bertrand Piccard

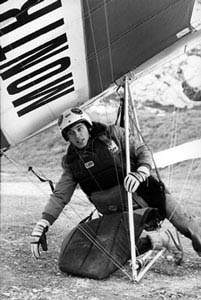
Bertrand Piccard en 1982.

Bertrand Piccard (Lausana, 1 de marzo de 1953) es un aeronauta suizo que junto al piloto británico Brian Jones completó el 21 de marzo de 1999 la primera circunvalación al mundo en globo aerostático sin escalas, batiendo el récord de permanencia en vuelo (19 días, 21 horas y 47 minutos) y recorriendo una distancia aproximada de 45 755 km a bordo del globo Breitling Orbiter 3, guiado por su centro de control en el aeropuerto de Ginebra. Después de despegar de Château D'Oex (Suiza) el 1 de marzo de 1999, aterrizaron en el desierto egipcio a 300 km al oeste de El Cairo, en el oasis de Bawiti. Completaron la vuelta al mundo al pasar por el meridiano 9 W en Mauritania, al norte de África.
Psiquiatra y psicoterapeuta de profesión, es un experimentado piloto de ultraligeros y globos de aire caliente. Obtuvo su primer récord en acrobacia aérea a los 16 años y tiempo después ganó el campeonato europeo de ala delta.  
Es el director del proyecto del avión con energía renovable Solar Impulse. Es presidente de la Winds of Hope, fundación humanitaria, y Embajador de Buena Voluntad de las Naciones Unidas.
Viene de una familia de exploradores e inventores, al ser nieto de Auguste Piccard, inventor del batiscafo, e hijo de Jacques Piccard, quien consiguió el récord de mayor distancia de inmersión en el fondo del mar dentro de un batiscafo. 
- Datos: Q366255
- Multimedia: Bertrand Piccard / Q366255